# Nowiny, Gołdapski
Nowiny [nɔˈvinɨ] (tiếng Đức: Naujehnen, từ 1938 – 45 Neuengrund) là một ngôi làng thuộc khu hành chính của Gmina Banie Mazurskie, thuộc huyện Gołdapski, Warmińsko-Mazurskie, ở miền bắc Ba Lan, gần biên giới với tỉnh Kaliningrad của Nga.
Trước năm 1945, khu vực này là một phần của Đức (Đông Phổ).